# Dimeria chelariensis
Dimeria chelariensis là một loài thực vật có hoa trong họ Hòa thảo. Loài này được Ravi mô tả khoa học đầu tiên năm 1995.